# الدوري البيروي لكرة القدم 1992
الدوري البيروفي لكرة القدم 1992 (بالإسبانية: Campeonato Descentralizado 1992)‏ هو الموسم 64 من الدوري البيروفي لكرة القدم. كان عدد الأندية المشاركة فيه 16، وفاز فيه الجامعي دي بيرو.